# Rangali
Rangali es una isla en el atolón Alif Dhaal, en el país asiático de Maldivas.
Es el lugar donde se encuentra el Complejo Turístico Isla de Rangali Maldivas Conrad (Conrad Maldives Rangali Island resort), que ha sido dos veces elegido como el mejor hotel del mundo.
Se localiza en las coordenadas geográficas 03°36′59″N 72°42′59″E / 3.61639, 72.71639 y posee 75 metros de largo por 7,5 de ancho.